# Simulium samboni
Simulium samboni är en tvåvingeart som beskrevs av Jennings 1915. Simulium samboni ingår i släktet Simulium och familjen knott. Inga underarter finns listade i Catalogue of Life.